# Petr Krajíček
Petr Krajíček (Praag, 18 januari 1942) is een Nederlandse tenniscoach van Tsjechische komaf.
Krajíček werd geboren in het Protectoraat Bohemen en Moravië, het latere Tsjecho-Slowakije en Tsjechië. In 1970 vluchtte hij samen met zijn vrouw Ludmila naar Nederland voor het communisme in Tsjecho-Slowakije. Een jaar later werd in Rotterdam zijn zoon Richard Krajicek geboren, de latere Wimbledon-winnaar van 1996. Met zijn tweede vrouw Pavlína kreeg hij een dochter, de prof-tennisster Michaëlla Krajicek, en een zoon.
Beide kinderen zijn door hem in hun jeugdjaren begeleid bij hun tenniscarrière, wat volgens Richard Krajíček in zijn autobiografie Harde ballen dusdanig intensieve vormen aannam dat het tot moeizame onderlinge relaties en zelfs een breuk leidde.